# Bico e Cristelo
Bico e Cristelo (llamada oficialmente União das Freguesias de Bico e Cristelo) es una freguesia portuguesa del municipio de Paredes de Coura, distrito de Viana do Castelo. Según el censo de 2021, tiene una población de 734 habitantes.

## Historia
Fue creada el 28 de enero de 2013 en aplicación de una resolución de la Asamblea de la República de Portugal promulgada el 16 de enero de 2013 con la unión de las freguesias de Bico y Cristelo, pasando su sede a estar situada en la antigua freguesia de Bico.

## Demografía
| Gráfica de evolución demográfica de Bico e Cristelo entre 2011 y 2021 |
|                                                                       |
| Datos según el nomenclátor publicado por el INE portugués.            |